# Het spijtlijden
Heer Bommel en het spijtlijden (in boekuitgaven/spraakgebruik verkort tot Het spijtlijden) is een verhaal uit de Bommelsaga, geschreven en getekend door Marten Toonder. Het verhaal verscheen voor het eerst op 22 september 1980 en liep tot 7 januari 1981. Thema: Ziekelijke spijt.

## Voetnoot
1. ↑   Professor Prlwytzkofsky verzorgt op 16 augustus een ongenummerde vakantieaankondiging in het NRC.
2. ↑  Op de website https://www.delpher.nl/nl/kranten zijn 87 afleveringen terug te vinden. Zoek onder historische kranten naar: 'Het spijtlijden' pdf-formaat geeft het beste resultaat. Gearchiveerd op 26 juli 2023.

## Hoorspel
- Het spijtlijden in het Bommelhoorspel